# Einführungsrunde

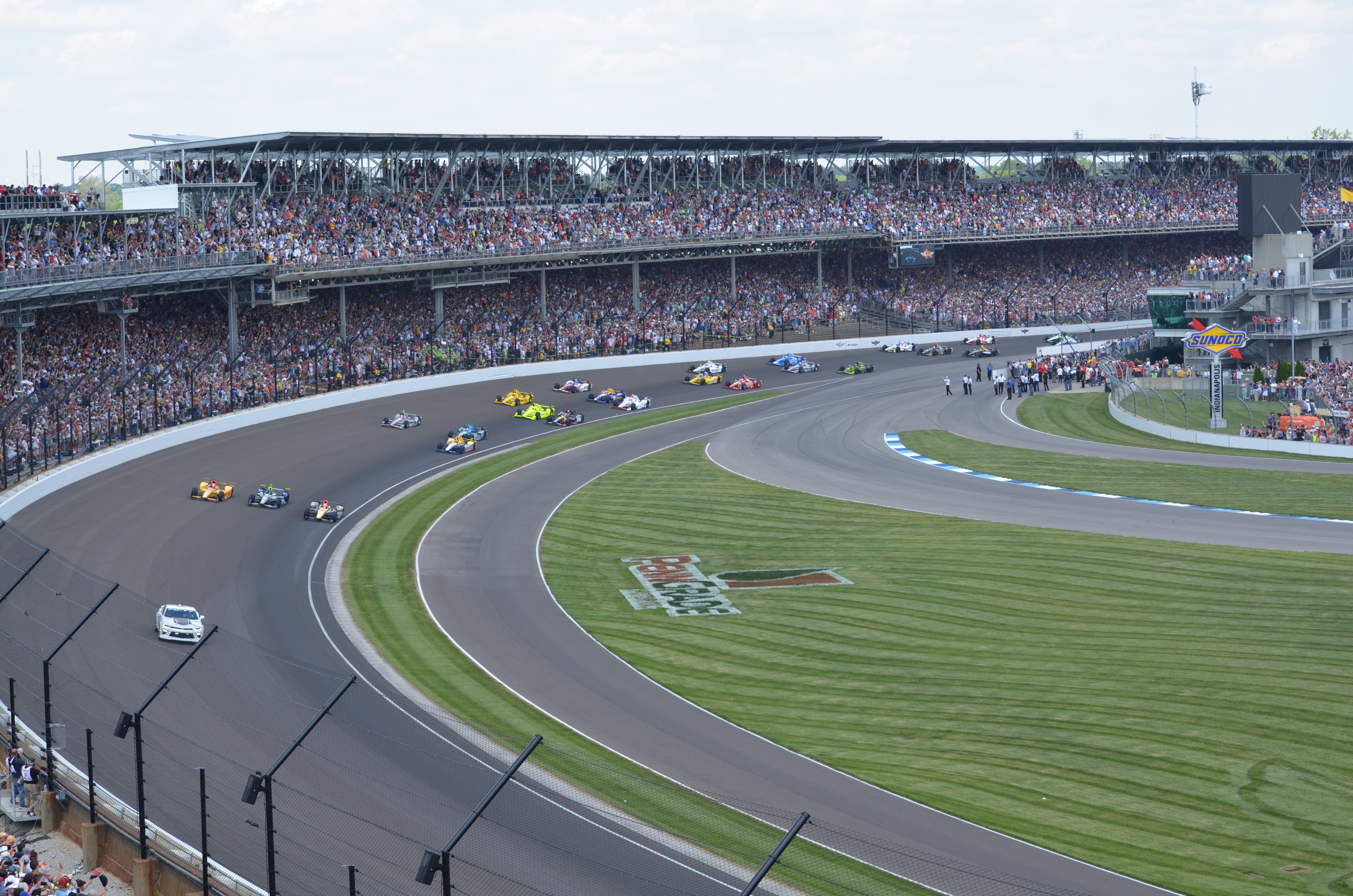
Einführungsrunde beim Indy 500 2016

Als Einführungsrunde  (auch Formationsrunde oder Aufwärmrunde; im englischen Sprachgebrauch auch als Pace-Lap oder Parade-Lap bezeichnet) bezeichnet man im Motorsport bei Rennen auf Rundkursen eine unmittelbar vor dem Start des Rennens gefahrene Testrunde, in der die Fahrer mit langsamer Geschwindigkeit und in einigen Fällen hinter dem Safety-Car um die Strecke fahren.

## Zweck
Die Einführungsrunde wird absolviert, um Ausfälle in den ersten Rennrunden zu vermeiden. Außerdem kann die Beschaffenheit der Rennstrecke unmittelbar vor dem Rennen noch einmal im engeren Wortsinne erfahren werden. Es kann ein letzter Funktionstest des Fahrzeuges vor dem Rennen durchgeführt werden; die Reifen, die Bremsen und der Motor können für das eigentliche Rennen auf die richtige Temperatur gebracht werden, etwa durch Zick-Zack-Fahren und gezielte Bremsmanöver.
Die Einführungsrunde führt entweder zu einem rollenden Start, einem stehenden Start oder zurück in die Startaufstellung. Bei kurzen Rennstrecken oder bei bestimmten Rennserien (z. B. im Langstreckenbereich) werden auch zwei Einführungsrunden absolviert.
Bei Motorradrennen ist das Überholen in diesen Runden normalerweise erlaubt, bei Autorennen jedoch nicht. Dies hängt jedoch vom jeweiligen Reglement der Rennserie ab. Vor dem Start müssen aber auf jeden Fall die Fahrer wieder ihre im Qualifying herausgefahrene Startposition einnehmen.

## Verwendung
In der Formel 1 lautet die offizielle Bezeichnung „Formationsrunde“. Jedes Auto, das die Startaufstellung nicht verlässt, bevor der letzte Qualifikant weggefahren ist, muss entweder aus der Boxengasse oder vom Ende der Startaufstellung starten. Es ist erlaubt in der Einführungsrunde zu überholen, wenn ein anderer Fahrer am Start stehen bleibt oder nur sehr langsam wegkommt. Danach muss man den gegnerischen Fahrer aber wieder überholen lassen. Im Falle eines liegen gebliebenen Fahrzeugs kann eine zweite Einführungsrunde für den Zeitraum der Bergung angeordnet werden.
In der MotoGP und der Superbike-Weltmeisterschaft wird sie als Aufwärmrunde bezeichnet.
In der NASCAR wird die Paraderunde auch als Pace Lap bezeichnet, und die Geschwindigkeit des Safety Cars entspricht der Höchstgeschwindigkeit in der Boxengasse.